# Армянские добровольческие отряды
Армянские добровольческие отряды (арм. Հայկական կամավորական ջոկատներ, Айкака́н камаворака́н джокатне́р) — армянские добровольческие вооружённые формирования, участвовавшие в 1991—1994 гг. в Первой карабахской войне.

## ФормированиеВС РАиАОНКР
Становление армянских вооружённых сил после развала СССР проходило в три этапа:
- Февраль 1989 — май 1992 гг.
- Июнь 1992 — май 1994 гг.
- Июнь 1994 — наши дни

### I этап
Пожалуй, самыми тяжёлыми были первые два этапа (с 1988, с начала Карабахского движения, по 1994, под конец войны), когда стороны располагали большими армиями. В течение всего этого времени армии, как целостно управляемого организма, у РА и НКР не было. Действовали лишь поначалу разрозненные добровольческие отряды — джокаты, численностью до 80 человек, которые затем стали основой для создания армии.
Новосозданные армянские вооружённые силы имели потребность не только в рядовых солдатах, но и в высших чинах. Поэтому в 1992 г. Министерство обороны РА обратилось с призывом ко всей советской армии принять участие в формировании ВС Армении. Откликнулись армяне-офицеры со всего СССР, заинтересованные в становлении армянской армии.

### II этап
Второй этап начался после официальной передачи армянской стороне вооружения бывшего СССР, в то время как в других соседних республиках шёл захват техники. Он завершился в мае 1994 года подписанием Азербайджаном, Арменией и Нагорно-Карабахской Республикой соглашения о прекращении огня. Подписание этого договора можно условно считать концом второго этапа.

### III этап
Данный этап начался с подписания 16 мая 1994 года договора о прекращении огня и продолжается до сих пор. По некоторым оценкам, джокаты (то есть отряды) сыграли одну из решающих ролей в победе армий РА и НКР, так как они были основной силой, которая воевала в первые годы войны.

## Список основных отрядов
Здесь представлен список основных армянских отрядов периода Карабахской войны.
| №- № п/п | Русское название отряда            | Армянское название отряда        | Численность/чел. | Командир                                       | Командиры взводов                                                                     |
| -------- | ---------------------------------- | -------------------------------- | ---------------- | ---------------------------------------------- | ------------------------------------------------------------------------------------- |
| 1        | Армянская национальная армия (АНА) | «ՀԱԲ»                            | 5000             | Размик Василян                                 |                                                                                       |
| 2        | «Тигран Великий»                   | «Տիգրան Մեծ»                     | 400              | Арменак Арменакян                              |                                                                                       |
| 3        | «Давид Сасунский»                  | «Սասունցի Դավիթ»                 | 500              | Аркадий Тер-Тадевосян                          |                                                                                       |
| 4        | «Андраник Зоравар»                 | «Անդրանիկ Զորավար»               | 400              |                                                |                                                                                       |
| 5        | «Арцив»                            | Արծիվ «Մահապարտների գումարտակ»   | 350              | Овсеп Овсепян (Левон Минасян) Шаген Боймушакян | ком.взвода 1 Гагик Минасян ком.взвода 5 Гарегин Шароян ком.взвода X Александр Таманян |
| 6        | «Мстители»                         | «Վրիժառուներ»                    | 200              |                                                |                                                                                       |
| 7        | «Дашнакцаканнер»                   | «Դաշնակցականներ»                 | 200              | Татул Крпеян                                   |                                                                                       |
| 8        | Арцив-5 «Отряд смертников»         | Արծիվ-5 «Մահապարտների գումարտակ» | 550              | Артур Агаджанян                                |                                                                                       |
| 9        | «Айдат»                            | «Հայդատ»                         | 200              |                                                |                                                                                       |
| 10       | «Муш»                              | «Մուշ»                           | 300              | «Муш» Мушег Казарян                            |                                                                                       |
| 11       | «Норк-Мараш»                       | «Նորք-Մարաշ»                     | 200              |                                                |                                                                                       |
| 12       | «Сасун»                            | «Սասուն»                         | 100              | Сасун Микаелян                                 |                                                                                       |
| 13       | «Ашот Еркат»                       | «Աշոտ Երկաթ»                     | 250              |                                                |                                                                                       |
| 14       | «Малатия-Себастия»                 | «Մալաթիա-Սեբաստիա»               | 200              | Ваан Затикян                                   |                                                                                       |
| 15       | «Арабо»                            | «Արաբո»                          | 200              | Манвел Егиазарян Симон Ачикгезян               |                                                                                       |
| 16       | «Славные бойцы»                    | «Փառապանծ մարտիկներ»             | 300              | Герберт Мкртчян                                |                                                                                       |
| 17       | «Разданский отряд»                 | «Հրազդանյան ջոկատ»               | 200              | Зарзанд Даниелян                               |                                                                                       |
| 18       | «Крестоносцы»                      | «Խաչակիրներ»                     |                  | Каро Кахкеджян                                 |                                                                                       |
| 19       | «Цегакрон»                         | «Ցեղակրոն»                       |                  | Акоп Хачатрян                                  |                                                                                       |
| 20       | «Сасна црер»                       | «Սասնա ծռեր»                     |                  | Рубен Геворгян                                 |                                                                                       |
| 21       | «Егникнер»                         | «Եղնիկներ»                       | 400              | Шаген Мегрян                                   |                                                                                       |
| 22       | «Осетинский отряд»                 | «Օսետինյան զոկատ»                | 36               | Мирза Абаев                                    |                                                                                       |
| 23       | «Шуши»                             | «Շուշի»                          |                  | Жирайр Сефилян                                 |                                                                                       |
| 24       | «Еркрапа»                          | «Երկրապահ»                       |                  |                                                |                                                                                       |
| 25       | «Нарт»                             | «Նարտ»                           |                  |                                                |                                                                                       |
| 26       | «Чёрная пантера»                   | «Սև հովազ»                       |                  | Рубен Егоян                                    |                                                                                       |
| 27       | «Кобра»                            | «Կոբրա»                          |                  | В. Агасарян, Н. Гулян                          |                                                                                       |
| 28       | Акналич                            | Ակնալիճ                          |                  |                                                |                                                                                       |
| 29       | Эчмиадзинский отряд                | Էջմիածնի գումարտակ               |                  |                                                |                                                                                       |
| 30       | Арташатский отряд                  | Արտաշատի գումարտակ               | 70               | Лаэрт Сагателян                                |                                                                                       |
| 31       | Гадрутский отряд                   | Հադրութի գումարտակ               |                  | Эрик Абрамян                                   |                                                                                       |
| 32       | Сисианский отряд                   | Սիսիանի գումարտակ                |                  | Ашот Минасян                                   |                                                                                       |
| 33       | Капанский отряд                    | Կապանի գումարտակ                 |                  |                                                |                                                                                       |
| 34       | Мартакертский отряд                | Մարտակերտի գումարտակ             |                  | Норайр Даниэлян                                |                                                                                       |
| 35       | Группа Размика                     |                                  | 36               | Размик Петросян                                |                                                                                       |